# Repêchage amateur de la LNH 1977
1976 1978
Le repêchage amateur de la Ligue nationale de hockey 1977  a eu lieu à l'hôtel de Mont Royal à Montréal au Québec.

## Sélections par tour
Les sigles suivants seront utilisés dans les tableaux pour parler des ligues mineures:
- AHO: Association de Hockey de l'Ontario – aujourd'hui Ligue de hockey de l'Ontario.
- LHJMQ: Ligue de hockey junior majeur du Québec.
- NCAA: National Collegiate Athletic Association
- LHOC: Ligue de hockey de l'Ouest du Canada
- AMH: Association mondiale de hockey

### 1ertour
| Rang | Équipe LNH               | Nationalité | Joueur          | Repêché de                        |
| ---- | ------------------------ | ----------- | --------------- | --------------------------------- |
| 1    | Red Wings de Détroit     | Canada      | Dale McCourt    | Fincups de Saint Catharines (AHO) |
| 2    | Rockies du Colorado      | Canada      | Barry Beck      | Bruins de New Westminster (LHOC)  |
| 3    | Capitals de Washington   | Canada      | Robert Picard   | Juniors de Montréal (LHJMQ)       |
| 4    | Canucks de Vancouver     | États-Unis  | Jere Gillis     | Castors de Sherbrooke (LHJMQ)     |
| 5    | Barons de Cleveland      | Canada      | Mike Crombeen   | Canadians de Kingston (AHO)       |
| 6    | Black Hawks de Chicago   | Canada      | Doug Wilson     | 67's d'Ottawa (AHO)               |
| 7    | North Stars du Minnesota | Canada      | Brad Maxwell    | Bruins de New Westminster (LHOC)  |
| 8    | Rangers de New York      | Canada      | Lucien DeBlois  | Éperviers de Sorel (LHJMQ)        |
| 9    | Blues de Saint-Louis     | Canada      | Scott Campbell  | Knights de London (AHO)           |
| 10   | Canadiens de Montréal    | Canada      | Mark Napier     | Bulls de Birmingham (AMH)         |
| 11   | Maple Leafs de Toronto   | Canada      | John Anderson   | Marlboros de Toronto (AHO)        |
| 12   | Maple Leafs de Toronto   | Canada      | Trevor Johansen | Marlboros de Toronto (AHO)        |
| 13   | Rangers de New York      | Canada      | Ron Duguay      | Wolves de Sudbury (AHO)           |
| 14   | Sabres de Buffalo        | Canada      | Ric Seiling     | Fincups de Saint Catharines (AHO) |
| 15   | Islanders de New York    | Canada      | Mike Bossy      | National de Laval (LHJMQ)         |
| 16   | Bruins de Boston         | Canada      | Dwight Foster   | Rangers de Kitchener (AHO)        |
| 17   | Flyers de Philadelphie   | Canada      | Kevin McCarthy  | Monarchs de Winnipeg (LHOC)       |
| 18   | Canadiens de Montréal    | Canada      | Normand Dupont  | Juniors de Montréal (LHJMQ)       |

### 2etour
| Rang | Équipe LNH               | Nationalité       | Joueur          | Repêché de                         |
| ---- | ------------------------ | ----------------- | --------------- | ---------------------------------- |
| 19   | Black Hawks de Chicago   | Canada            | Jean Savard     | Remparts de Québec (LHJMQ)         |
| 20   | Flames d'Atlanta         | Canada            | Miles Zaharko   | Bruins de New Westminster (LHOC)   |
| 21   | Capitals de Washington   | Canada            | Mark Lofthouse  | Bruins de New Westminster (LHOC)   |
| 22   | Canucks de Vancouver     | Canada            | Jeff Bandura    | Winter Hawks de Portland (LHOC)    |
| 23   | Barons de Cleveland      | Canada            | Daniel Chicoine | Castors de Sherbrooke (LHJMQ)      |
| 24   | Maple Leafs de Toronto   | Canada            | Bob Gladney     | Generals d'Oshawa (AHO)            |
| 25   | North Stars du Minnesota | Canada            | Dave Semenko    | Wheat Kings de Brandon (LHOC)      |
| 26   | Rangers de New York      | Canada            | Mike Keating    | Fincups de Saint Catharines (AHO)  |
| 27   | Blues de Saint-Louis     | Canada            | Neil LaBatte    | Marlboros de Toronto (AHO)         |
| 28   | Flames d'Atlanta         | Canada            | Don Laurence    | Rangers de Kitchener (AHO)         |
| 29   | Maple Leafs de Toronto   | Canada            | Rocky Saganiuk  | Broncos de Lethbridge (LHOC)       |
| 30   | Penguins de Pittsburgh   | Canada            | Jim Hamilton    | Knights de London (AHO)            |
| 31   | Flames d'Atlanta         | Canada            | Brian Hill      | Tigers de Medicine Hat (LHOC)      |
| 32   | Sabres de Buffalo        | Canada            | Ron Areshenkoff | Tigers de Medicine Hat (LHOC)      |
| 33   | Islanders de New York    | Canada            | John Tonelli    | Aeros de Houston (AMH)             |
| 34   | Bruins de Boston         | Canada            | Dave Parro      | Blades de Saskatoon (LHOC)         |
| 35   | Flyers de Philadelphie   | États-Unis        | Tom Gorence     | Golden Gophers du Minnesota (NCAA) |
| 36   | Canadiens de Montréal    | États-Unis Taïwan | Rod Langway     | Wildcats du New Hampshire (NCAA)   |

### 3etour
| Rang | Équipe LNH             | Nationalité | Joueur         | Repêché de                              |
| ---- | ---------------------- | ----------- | -------------- | --------------------------------------- |
| 37   | Red Wings de Détroit   | Canada      | Rick Vasko     | Petes de Peterborough (AHO)             |
| 38   | Rockies du Colorado    | Canada      | Doug Berry     | Pioneers de Denver (NCAA)               |
| 39   | Capitals de Washington | Canada      | Eddy Godin     | Remparts de Québec (LHJMQ)              |
| 40   | Canucks de Vancouver   | Canada      | Glen Hanlon    | Wheat Kings de Brandon (LHOC)           |
| 41   | Barons de Cleveland    | Canada      | Reg Kerr       | Chiefs de Kamloops (LHOC)               |
| 42   | Barons de Cleveland    | Canada      | Guy Lash       | Monarchs de Winnipeg (LHOC)             |
| 43   | Canadiens de Montréal  | Canada      | Alain côté     | Saguenéens de Chicoutimi (LHJMQ)        |
| 44   | Rangers de New York    | États-Unis  | Steve Baker    | Athletics de Union College (NCAA)       |
| 45   | Blues de Saint-Louis   | Canada      | Tom Roulston   | Monarchs de Winnipeg (LHOC)             |
| 46   | Canadiens de Montréal  | Canada      | Pierre Lagacé  | Remparts de Québec (LHJMQ)              |
| 47   | Rockies du Colorado    | Canada      | Randy Pierce   | Wolves de Sudbury (AHO)                 |
| 48   | Penguins de Pittsburgh | Canada      | Kim Davis      | Bombers de Flin-Flon (LHOC)             |
| 49   | Canadiens de Montréal  | Canada      | Moe Robinson   | Canadians de Kingston (AHO)             |
| 50   | Islanders de New York  | Canada      | Hector Marini  | Wolves de Sudbury (AHO)                 |
| 51   | Islanders de New York  | Canada      | Bruce Andres   | Bruins de New Westminster (LHOC)        |
| 52   | Bruins de Boston       | Canada      | Mike Forbes    | Fincups de Saint Catharines (AHO)       |
| 53   | Flyers de Philadelphie | Canada      | Dave Hoyda     | Winter Hawks de Portland (LHOC)         |
| 54   | Canadiens de Montréal  | États-Unis  | Gordie Roberts | Whalers de la Nouvelle-Angleterre (AMH) |

### 4etour
| Rang | Équipe LNH               | Nationalité | Joueur            | Repêché de                      |
| ---- | ------------------------ | ----------- | ----------------- | ------------------------------- |
| 55   | Red Wings de Détroit     | Canada      | John Hilworth     | Tigers de Medicine Hat (LHOC)   |
| 56   | Canucks de Vancouver     | Canada      | Dave Morrow       | Centennials de Calgary (LHOC)   |
| 57   | Capitals de Washington   | Canada      | Nelson Burton     | Remparts de Québec (LHJMQ)      |
| 58   | Canucks de Vancouver     | Canada      | Murray Bannerman  | Cougars de Victoria (LHOC)      |
| 59   | Barons de Cleveland      | Canada      | John Baby         | Wolves de Sudbury (AHO)         |
| 60   | Black Hawks de Chicago   | Canada      | Randy Ireland     | Winter Hawks de Portland (LHOC) |
| 61   | North Stars du Minnesota | États-Unis  | Kevin McCloskey   | Centennials de Calgary (LHOC)   |
| 62   | Rangers de New York      | Canada      | Mario Marois      | Remparts de Québec (LHJMQ)      |
| 63   | Blues de Saint-Louis     | Canada      | Tony Currie       | Winter Hawks de Portland (LHOC) |
| 64   | Canadiens de Montréal    | Canada      | Robert Holland    | Juniors de Montréal (LHJMQ)     |
| 65   | Maple Leafs de Toronto   | Canada      | Dan Eastman       | Knights de London (AHO)         |
| 66   | Penguins de Pittsburgh   | États-Unis  | Mark Johnson      | Badgers du Wisconsin (NCAA)     |
| 67   | Flyers de Philadelphie   | Canada      | Yves Guillemette  | Dynamos de Shawinigan (LHJMQ)   |
| 68   | Sabres de Buffalo        | Canada      | Bill Stewart      | Flyers de Niagara Falls (AHO)   |
| 69   | Islanders de New York    | Canada      | Steve Stoyanovich | Engineers de Rensselaer (NCAA)  |
| 70   | Bruins de Boston         | Canada      | Brian McGregor    | Blades de Saskatoon (LHOC)      |
| 71   | Islanders de New York    | Canada      | René Hamelin      | Dynamos de Shawinigan (LHJMQ)   |
| 72   | Flames d'Atlanta         | Canada      | Jim Craig         | Terriers de Boston (NCAA)       |

### 5etour
| Rang | Équipe LNH               | Nationalité | Joueur              | Repêché de                         |
| ---- | ------------------------ | ----------- | ------------------- | ---------------------------------- |
| 73   | Red Wings de Détroit     | États-Unis  | Jim Korn            | Friars de Providence (NCAA)        |
| 74   | Rockies du Colorado      | Canada      | Mike Dwyer          | Flyers de Niagara Falls (AHO)      |
| 75   | Capitals de Washington   | Canada      | Denis Turcotte      | Remparts de Québec (LHJMQ)         |
| 76   | Canucks de Vancouver     | Canada      | Steve Hazlett       | Fincups de Saint Catharines (AHO)  |
| 77   | Barons de Cleveland      | Canada      | Owen Lloyd          | Tigers de Medicine Hat (LHOC)      |
| 78   | Black Hawks de Chicago   | Canada      | Gary Platt          | Éperviers de Sorel (LHJMQ)         |
| 79   | North Stars du Minnesota | Canada      | Bob Parent          | Canadians de Kingston (AHO)        |
| 80   | Rangers de New York      | Canada      | Benoît Gosselin     | Draveurs de Trois-Rivières (LHJMQ) |
| 81   | Blues de Saint-Louis     | Canada      | Bruce Hamilton      | Blades de Saskatoon (LHOC)         |
| 82   | Flames d'Atlanta         | États-Unis  | Curt Christopherson | Tigers de Colorado College (NCAA)  |
| 83   | Maple Leafs de Toronto   | Canada      | John Wilson         | Spitfires de Windsor (AHO)         |
| 84   | Kings de Los Angeles     | États-Unis  | Julian Baretta      | Badgers du Wisconsin (NCAA)        |
| 85   | Kings de Los Angeles     | Canada      | Warren Holmes       | 67's d'Ottawa (AHO)                |
| 86   | Sabres de Buffalo        | Canada      | Richard Sirois      | National de Laval (LHJMQ)          |
| 87   | Islanders de New York    | Finlande    | Markus Mattsson     | Ilves Tampere (SM-Liiga)           |
| 88   | Bruins de Boston         | États-Unis  | Doug Butler         | Université de Saint-Louis (NCAA)   |
| 89   | Flyers de Philadelphie   | Canada      | Dan Clark           | Chiefs de Kamloops (LHOC)          |
| 90   | Canadiens de Montréal    | Canada      | Gaétan Rochette     | Dynamos de Shawinigan (LHJMQ)      |

### 6etour
| Rang | Équipe LNH               | Nationalité | Joueur           | Repêché de                              |
| ---- | ------------------------ | ----------- | ---------------- | --------------------------------------- |
| 91   | Red Wings de Détroit     | Canada      | Jim Baxter       | Athletics de Union College (NCAA)       |
| 92   | Rockies du Colorado      | États-Unis  | Dan Lempe        | Bulldogs de Minnesota-Duluth (NCAA)     |
| 93   | Capitals de Washington   | Canada      | Perry Schnarr    | Pioneers de Denver (NCAA)               |
| 94   | Canucks de Vancouver     | Canada      | Brian Drumm      | Petes de Peterborough (AHO)             |
| 95   | Barons de Cleveland      | Canada      | Jeff Allan       | Olympiques de Hull (LHJMQ)              |
| 96   | Black Hawks de Chicago   | États-Unis  | Jack O'Callahan  | Terriers de Boston (NCAA)               |
| 97   | North Stars du Minnesota | Canada      | Jamie Gallimore  | Chiefs de Kamloops (LHOC)               |
| 98   | Rangers de New York      | Canada      | John Bethel      | Terriers de Boston (NCAA)               |
| 99   | Blues de Saint-Louis     | Canada      | Gary McMonagle   | Petes de Peterborough (AHO)             |
| 100  | Flames d'Atlanta         | Canada      | Bernie Harbec    | National de Laval (LHJMQ)               |
| 101  | Maple Leafs de Toronto   | États-Unis  | Roy Sommer       | Centennials de Calgary (LHOC)           |
| 102  | Penguins de Pittsburgh   | Canada      | Greg Millen      | Petes de Peterborough (AHO)             |
| 103  | Kings de Los Angeles     | Canada      | Randy Rudnyk     | Bruins de New Westminster (LHOC)        |
| 104  | Sabres de Buffalo        | Canada      | Wayne Ramsey     | Wheat Kings de Brandon (LHOC)           |
| 105  | Islanders de New York    | États-Unis  | Steve Letzgus    | Huskies de Michigan Tech (NCAA)         |
| 106  | Bruins de Boston         | Canada      | Keith Johnson    | Blades de Saskatoon (LHOC)              |
| 107  | Flyers de Philadelphie   | Canada      | Alain Chaput     | Éperviers de Sorel (LHJMQ)              |
| 108  | Canadiens de Montréal    | États-Unis  | Bill Himmelright | Fighting Sioux du Dakota du Nord (NCAA) |

### 7etour
| Rang | Équipe LNH               | Nationalité | Joueur              | Repêché de                         |
| ---- | ------------------------ | ----------- | ------------------- | ---------------------------------- |
| 109  | Red Wings de Détroit     | Canada      | Randy Wilson        | Friars de Providence (NCAA)        |
| 110  | Rockies du Colorado      | Canada      | Rick Doyle          | Knights de London (AHO)            |
| 111  | Capitals de Washington   | Canada      | Rollie Boutin       | Broncos de Lethbridge (LHOC)       |
| 112  | Canucks de Vancouver     | Canada      | Ray Creasy          | Bruins de New Westminster (LHOC)   |
| 113  | Barons de Cleveland      | États-Unis  | Mark Toffolo        | Saguenéens de Chicoutimi (LHJMQ)   |
| 114  | Black Hawks de Chicago   | Canada      | Floyd Lahache       | Castors de Sherbrooke (LHJMQ)      |
| 115  | North Stars du Minnesota | Canada      | Jean-Pierre Sanvido | Draveurs de Trois-Rivières (LHJMQ) |
| 116  | Rangers de New York      | Canada      | Bob Sullivan        | Saguenéens de Chicoutimi (LHJMQ)   |
| 117  | Blues de Saint-Louis     | Finlande    | Matti Forss         | Lukko Rauma (SM-Liiga)             |
| 118  | Flames d'Atlanta         | Canada      | Bob Gould           | Wildcats du New Hampshire (NCAA)   |
| 119  | Maple Leafs de Toronto   | Canada      | Lynn Jorgenson      | Marlboros de Toronto (AHO)         |
| 120  | Kings de Los Angeles     | États-Unis  | Bob Suter           | Badgers du Wisconsin (NCAA)        |
| 121  | Islanders de New York    | Suède       | Harold Luckner      | Färjestads BK (Elitserien)         |
| 122  | Bruins de Boston         | États-Unis  | Ralph Cox           | Wildcats du New Hampshire (NCAA)   |
| 123  | Flyers de Philadelphie   | Canada      | Richard Dalpé       | Draveurs de Trois-Rivières (LHJMQ) |
| 124  | Canadiens de Montréal    | Canada      | Richard Sévigny     | Castors de Sherbrooke (LHJMQ)      |

### 8etour
| Rang | Équipe LNH               | Nationalité | Joueur            | Repêché de                           |
| ---- | ------------------------ | ----------- | ----------------- | ------------------------------------ |
| 125  | Red Wings de Détroit     | Canada      | Ray Roy           | Castors de Sherbrooke (LHJMQ)        |
| 126  | Rockies du Colorado      | Canada      | Joe Contini       | Fincups de Saint Catharines (AHO)    |
| 127  | Capitals de Washington   | Canada      | Brent Tremblay    | Draveurs de Trois-Rivières (LHJMQ)   |
| 128  | Barons de Cleveland      | Canada      | Grant Eakin       | Broncos de Lethbridge (LHOC)         |
| 129  | Black Hawks de Chicago   | Canada      | Jeff Geiger       | 67's d'Ottawa (AHO)                  |
| 130  | North Stars du Minnesota | Canada      | Greg Tebbutt      | Cougars de Victoria (LHOC)           |
| 131  | Rangers de New York      | Canada      | Lance Nethery     | Big Red de Cornell (NCAA)            |
| 132  | Blues de Saint-Louis     | Finlande    | Raimo Hirvonen    | HIFK (SM-Liiga)                      |
| 133  | Flames d'Atlanta         | États-Unis  | Jimmy Bennett     | Bears de Brown (NCAA)                |
| 134  | Maple Leafs de Toronto   | Canada      | Kevin Howe        | Greyhounds de Sault Ste. Marie (AHO) |
| 135  | Flyers de Philadelphie   | Canada      | Pete Peeters      | Tigers de Medicine Hat (LHOC)        |
| 136  | Flyers de Philadelphie   | Canada      | Clint Eccles      | Chiefs de Kamloops (LHOC)            |
| 137  | Canadiens de Montréal    | Canada      | Keith Hendrickson | Bulldogs de Minnesota-Duluth (NCAA)  |
| 138  | Bruins de Boston         | Canada      | Mario Claude      | Castors de Sherbrooke (LHJMQ)        |
| 139  | Flyers de Philadelphie   | États-Unis  | Mike Greeder      | Vulcans de St.-Paul (LHJM)           |
| 140  | Canadiens de Montréal    | Canada      | Mike Reilly       | Tigers de Colorado College (NCAA)    |

### 9etour
| Rang | Équipe LNH               | Nationalité | Joueur         | Repêché de                         |
| ---- | ------------------------ | ----------- | -------------- | ---------------------------------- |
| 141  | Red Wings de Détroit     | Canada      | Kip Churchill  | Athletics de Union College (NCAA)  |
| 142  | Rockies du Colorado      | États-Unis  | Jack Hughes    | Crimson d'Harvard (NCAA)           |
| 143  | Capitals de Washington   | Canada      | Don Micheletti | Golden Gophers du Minnesota (NCAA) |
| 144  | Black Hawks de Chicago   | Canada      | Steve Ough     | National de Laval (LHJMQ)          |
| 145  | North Stars du Minnesota | États-Unis  | Keith Hanson   | Mavericks de Austin (LHJM)         |
| 146  | Rangers de New York      | Canada      | Alex Jeans     | Université de Toronto (CIAU)       |
| 147  | Blues de Saint-Louis     | Suède       | Bjorn Olsson   | Färjestads BK (Elitserien)         |
| 148  | Flames d'Atlanta         | États-Unis  | Tim Harrer     | Golden Gophers du Minnesota (NCAA) |
| 149  | Maple Leafs de Toronto   | Canada      | Ray Robertson  | Saints de St. Lawrence (NCAA)      |
| 150  | Flyers de Philadelphie   | États-Unis  | Tom Bauer      | Friars de Providence (NCAA)        |
| 151  | Flyers de Philadelphie   | Canada      | Michel Bauman  | Olympiques de Hull (LHJMQ)         |
| 152  | Canadiens de Montréal    | Canada      | Barry Borrett  | Royals de Cornwall (LHJMQ)         |
| 153  | Flyers de Philadelphie   | Canada      | Bruce Crowder  | Wildcats du New Hampshire (NCAA)   |
| 154  | Canadiens de Montréal    | Canada      | Sid Tanchak    | Golden Knights de Clarkson (NCAA)  |

### 10etour
| Rang | Équipe LNH             | Nationalité | Joueur           | Repêché de                         |
| ---- | ---------------------- | ----------- | ---------------- | ---------------------------------- |
| 155  | Red Wings de Détroit   | Canada      | Lance Gatoni     | Université de Toronto (CIAU)       |
| 156  | Capitals de Washington | Canada      | Archie Henderson | Cougars de Victoria (LHOC)         |
| 157  | Rangers de New York    | Canada      | Peter Raps       | Broncos de Western Michigan (NCAA) |
| 158  | Flyers de Philadelphie | États-Unis  | Rob Nicholson    | Vulcans de St.Paul (LHJM)          |
| 159  | Flyers de Philadelphie | Canada      | Dave Isherwood   | Monarchs de Winnipeg (LHOC)        |
| 160  | Canadiens de Montréal  | États-Unis  | Mark Holden      | Bears de Brown (NCAA)              |
| 161  | Flyers de Philadelphie | Canada      | Steve Jones      | Buckeyes d'Ohio State (NCAA)       |
| 162  | Canadiens de Montréal  | Canada      | Craig Laughlin   | Golden Knights de Clarkson (NCAA)  |

### 11etour
| Rang | Équipe LNH             | Nationalité | Joueur        | Repêché de                         |
| ---- | ---------------------- | ----------- | ------------- | ---------------------------------- |
| 163  | Red Wings de Détroit   | Canada      | Rob Plumb     | Canadians de Kingston (AHO)        |
| 164  | Rangers de New York    | États-Unis  | Mike Brown    | Broncos de Western Michigan (NCAA) |
| 165  | Flyers de Philadelphie | États-Unis  | Jim Trainor   | Crimson d'Harvard (NCAA)           |
| 166  | Flyers de Philadelphie | Canada      | Barry Duench  | Rangers de Kitchener (AHO)         |
| 167  | Canadiens de Montréal  | Canada      | Daniel Poulin | Saguenéens de Chicoutimi (LHJMQ)   |
| 168  | Flyers de Philadelphie | Canada      | Rod McNair    | Buckeyes d'Ohio State (NCAA)       |
| 169  | Canadiens de Montréal  | Canada      | Tom McDonell  | 67's d'Ottawa (AHO)                |

### 12etour
| Rang | Équipe LNH             | Nationalité   | Joueur         | Repêché de                         |
| ---- | ---------------------- | ------------- | -------------- | ---------------------------------- |
| 170  | Red Wings de Détroit   | Canada        | Alain Bélanger | Draveurs de Trois-Rivières (LHJMQ) |
| 171  | Rangers de New York    | Canada        | Mark Miller    | Wolverines du Michigan (NCAA)      |
| 172  | Flyers de Philadelphie | Canada        | Mike Laycock   | Bears de Brown (NCAA)              |
| 173  | Canadiens de Montréal  | Canada Italie | Cary Farelli   | Marlboros de Toronto (AHO)         |
| 174  | Canadiens de Montréal  | Canada        | Carey Walker   | Bruins de New Westminster (LHOC)   |

### 13etour
| Rang | Équipe LNH            | Nationalité | Joueur       | Repêché de                          |
| ---- | --------------------- | ----------- | ------------ | ----------------------------------- |
| 175  | Red Wings de Détroit  | Angleterre  | Dean Willers | Athletics de Union College (NCAA)   |
| 176  | Canadiens de Montréal | États-Unis  | Mark Wells   | Falcons de Bowling Green (NCAA)     |
| 177  | Canadiens de Montréal | États-Unis  | Stan Palmer  | Bulldogs de Minnesota-Duluth (NCAA) |

### 14etour
| Rang | Équipe LNH            | Nationalité | Joueur          | Repêché de                         |
| ---- | --------------------- | ----------- | --------------- | ---------------------------------- |
| 178  | Red Wings de Détroit  | Canada      | Roland Cloutier | Draveurs de Trois-Rivières (LHJMQ) |
| 179  | Canadiens de Montréal | États-Unis  | Jean Bélisle    | Saguenéens de Chicoutimi (LHJMQ)   |
| 180  | Canadiens de Montréal | Canada      | Bob Daly        | 67's d'Ottawa (AHO)                |

### 15etour
| Rang | Équipe LNH            | Nationalité | Joueur        | Repêché de                        |
| ---- | --------------------- | ----------- | ------------- | --------------------------------- |
| 181  | Red Wings de Détroit  | États-Unis  | Ed Hill       | Catamounts du Vermont (NCAA)      |
| 182  | Canadiens de Montréal | Canada      | Bob Boileau   | Terriers de Boston (NCAA)         |
| 183  | Canadiens de Montréal | Canada      | John Costello | River Hawks d'UMass-Lowell (NCAA) |

### 16etour
| Rang | Équipe LNH           | Nationalité | Joueur    | Repêché de                 |
| ---- | -------------------- | ----------- | --------- | -------------------------- |
| 184  | Red Wings de Détroit | États-Unis  | Val James | Remparts de Québec (LHJMQ) |

### 17etour
| Rang | Équipe LNH           | Nationalité | Joueur      | Repêché de                    |
| ---- | -------------------- | ----------- | ----------- | ----------------------------- |
| 185  | Red Wings de Détroit | Canada      | Grant Morin | Centennials de Calgary (LHOC) |